# Skidmore, Texas
Skidmore är en ort i Bee County i delstaten Texas, USA.